# شعبية (بعلبك)
الشعبية أو شعبية إحدى القرى اللبنانية من قرى قضاء بعلبك في محافظة بعلبك الهرمل.